# Team Konica Minolta/Bizhub
Das Team Konica Minolta/Bizhub war ein südafrikanisches Radsportteam. Es wurde von 2005 bis zum Ablauf der Saison 2009 als Continental Team geführt, das an den Rennen den UCI Continental Circuits teilnahm.

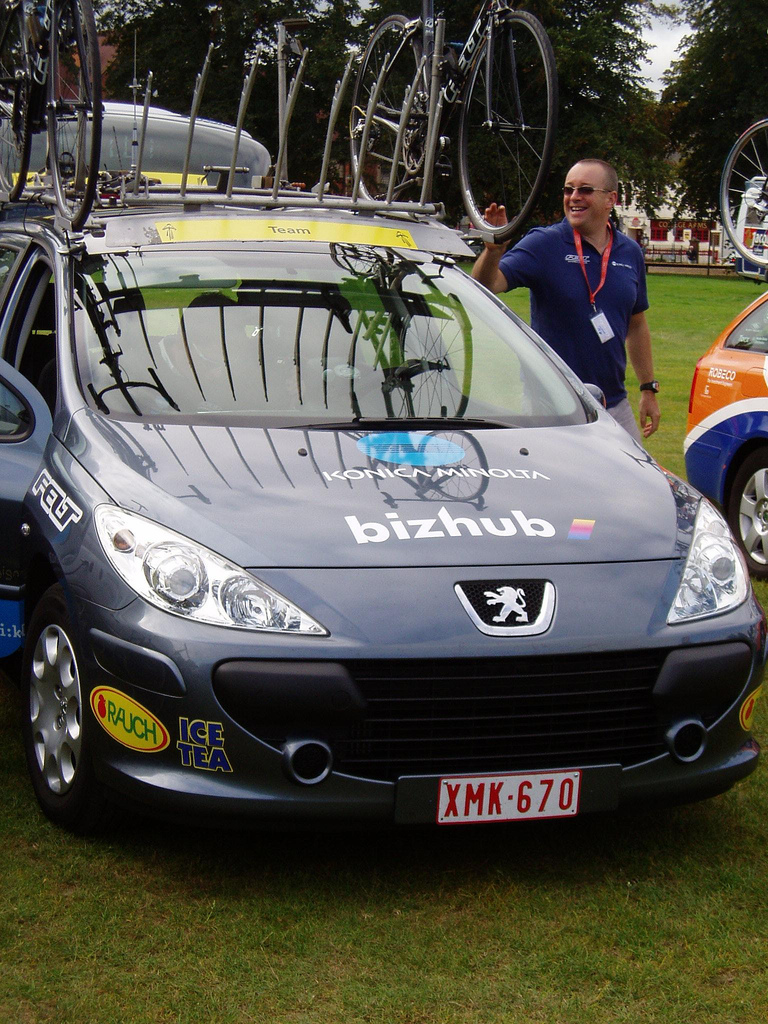

Die Radsportéquipe Konica Minolta wurde im Jahre 2005 von John Robertson als sogenanntes Farmteam des Rennstalls Barloworld gegründet. Robertson war zu dieser Zeit Manager beider Mannschaften. Danach war er einzig für Konica Minolta zuständig. Seit 2007 wurde er vom Schweizer Reto Winter unterstützt, der vom Team Rietumu Bank dazu gekommen war. Der bekannteste ehemalige Fahrer des Teams ist der mehrfache Gewinner der Tour de France Chris Froome.

## Erfolge 2008
| Datum           | Rennen                                   | Fahrer                |
| --------------- | ---------------------------------------- | --------------------- |
| 19. Oktober     | 1. Etappe Tour of Hong Kong Shanghai     | Christoff van Heerden |
| 20. Oktober     | 2. Etappe Tour of Hong Kong Shanghai     | Adam Blythe           |
| 21. Oktober     | 3b. Etappe Tour of Hong Kong Shanghai    | Christoff van Heerden |
| 23. Oktober     | 5. Etappe Tour of Hong Kong Shanghai     | Christoff van Heerden |
| 19.–24. Oktober | Gesamtwertung Tour of Hong Kong Shanghai | Christoff van Heerden |

## Saison 2009

### Zugänge – Abgänge
| Zugänge                | Team 2008                | Abgänge                   | Team 2009            |
| ---------------------- | ------------------------ | ------------------------- | -------------------- |
| Shaun Davel            | Amore & Vita-McDonald's  | Travis Allen              | House of Paint       |
| Casey Munro            | Drapac Porsche           | Hichem Chaabane           | MTN Cycling          |
| Kosie Loubser          | Neoprofi                 | Christoff van Heerden     | MTN Cycling          |
| Herman Fouché          | Team Neotel-Stegcomputer |                           |                      |
| Tiaan Swart            | Neoprofi                 | Adam Blythe               | Davo-Lotto-Davitamon |
| Ab van der Walt        | Neoprofi                 | Mohamed-Larbi Aoun Seghir | Unbekannt            |
| Tim Oliver Schlichting | Neoprofi                 |                           |                      |
| Paul van Zweel         | Neoprofi                 | Abdellah Benyoucef        | Unbekannt            |

### Mannschaft
| Name                   | Geburtstag        | Nationalität | Team 2010 |
| ---------------------- | ----------------- | ------------ | --------- |
| Shaun Davel            | 25. Juli 1985     | Südafrika    |           |
| Tim Oliver Schlichting | 26. Juni 1990     | Deutschland  |           |
| Mauritz Faber          | 14. April 1989    | Südafrika    |           |
| Kosie Loubser          | 3. Januar 1977    | Südafrika    |           |
| Casey Munro            | 24. Januar 1985   | Australien   |           |
| Dennis van Niekerk     | 19. Oktober 1984  | Südafrika    |           |
| Pieter Seyffert        | 27. Dezember 1986 | Südafrika    | DCM Team  |
| Tiaan Swart            | 14. März 1990     | Südafrika    |           |
| Ab van der Walt        | 4. Juli 1989      | Südafrika    |           |
| Paul van Zweel         | 5. April 1990     | Südafrika    |           |

## Platzierungen in UCI-Ranglisten
UCI Africa Tour
| Saison | Mannschaftswertung | Fahrerwertung              |
| ------ | ------------------ | -------------------------- |
| 2005   | 3.                 |                            |
| 2006   | 2.                 |                            |
| 2007   | 7.                 |                            |
| 2008   | 5.                 | Christoff van Heerden (4.) |
| 2009   | 12.                | Kosie Loubser (41.)        |

UCI Asia Tour
| Saison | Mannschaftswertung | Fahrerwertung             |
| ------ | ------------------ | ------------------------- |
| 2009   | 52.                | Dennis van Niekerk (230.) |